# Chatlon
Chatlon (Вилояти Хатлон, Vilojati Chatlon) is een van de vier provincies van Tadzjikistan en de meest bevolkte provincie. De provincie ligt in het zuidwesten, tussen het Hisorgebergte in het noorden en de rivier Pandzj in het zuiden, grenst in het zuidoosten aan Afghanistan en in het westen aan Oezbekistan. In de Sovjettijd was Chatlon verdeeld in Westelijk Chatlon (oblast Koergan-Tjoebe) en Oostelijk Chatlon (oblast Kulob). In november 1992 werden ze samengevoegd, met als hoofdstad Qurghonteppa.
Chatlon is 24.800 km² groot en bestaat uit 24 districten. De totale bevolking bedroeg 2.579.300 personen in 2008, dit aantal was toegenomen tot 2.898.600 in 2014 en tot 3.048.200 in 2016. De bevolking houdt zich vooral met landbouw bezig, met name katoenteelt en het houden van rundvee.
In het uiterste zuiden van de provincie bevindt zich het natuurreservaat Besjai Palangon (Tigrovaya Balka), sinds 2023 erkend als UNESCO-werelderfgoed.

## Geschiedenis
Tijdens de Sovjet-Unie groeide Chatlon uit tot een van de twee belangrijkste katoenregio's in Tadzjikistan. De andere is de provincie Soeghd (Leninabad). Collectivisatie van de landbouw werd in de vroege jaren 1930 agressief doorgevoerd, teneinde de katoenteelt in de Tadzjiekse SSR als geheel te bevorderen, met nadruk op het zuiden. Dat proces leidde tot geweld tegen boeren, uitbreiding van het irrigatienetwerk en gedwongen verhuizing van bergvolken en mensen uit Oezbekistan naar de laaglanden van Chatlon.
De gevolgen zijn te zien in de etnische samenstelling van de oblast Saloea; ook in het feit dat de bevolking zichzelf beschouwt als hetzij "Gharmi" (verhuisd vanuit de bergen) of als "Kulobi". Deze groepen hebben zich nooit vermengd, en bevochten elkaar tijdens de Tadzjiekse burgeroorlog (1992–1997). Omdat de conflicten die tot deze oorlog leidden nooit echt werden opgelost, bestaan in de regio nog altijd spanningen. Het oostelijk deel – Kulob – is de thuisbasis van de president en zijn clan en heeft veel politieke invloed. In de Sovjettijd werkte deze regio samen met de regerende elite in Leninabad (thans Choedzjand), en was verantwoordelijk voor de milities, het leger en de veiligheidsdienst. Kulob wordt beschouwd als een conservatief gebied. In de hoofdstad Qurghonteppa en delen van Kulob heeft de Islamitische oppositie veel aanhang onder de Garmis.
De Kulob-clan heeft Chatlon als thuisbasis. In februari 1996 startte kolonel Mahmoed Choedoiberdijev een rebellie, en verlangde dat drie officials van Kulob zouden terugtreden. De regering voldeed eraan. De premier van Tadzjikistan, Dzjamsjed Karimov, en de voorzitter van de regio Choedzjand, Abudzjalil Chamidov, stapten toen ook op.

## Demografie
De etnische samenstelling van de Kulob regio is: 82% Tadzjieken, 13% Oezbeken, 5% overigen. In Qurghonteppa is de verdeling 59% Tadzjieken, 32% Oezbeken en 3% Russen.

## Incident
Op 29 juli 2018 werden in het district Danghara vier fietstoeristen, twee Amerikanen, een Zwitser en een Nederlander, gedood bij een waarschijnlijk opzettelijke aanrijding; drie andere fietsers raakten gewond. Vier verdachten werden gedood door veiligheidstroepen, één werd gearresteerd.

## Districten
Chatlon is onderverdeeld in 24 districten en 4 steden:
- A.Dzjomi (А.Ҷомӣ), district
- Baldzjoevon (Балҷувон), district
- Bochtar (Бохтар), district
- Danghara (Данғара), district
- Farchor (Фархор), district
- Dzj.Römi (Ҷ.Рӯми), district met als hoofdstad Kolchozobod
- Dzjiliköl (Ҷиликӯл), district
- Chovaling (Ховалинг), district
- Choeroson (Хуросон), district
- Kölob nohijai (Кӯлоб ноҳияи), district
- Kölob sjahri (Кӯлоб шаҳри), derde grootste stad in Tadzjikistan (99.700 inwoners op 1 januari 2014)
- M.S.A.Chamadoni (М.С.А.Хамадонӣ), district
- Möminobod (Мӯминобод), district
- N.Choesrav (Н.Хусрав), district
- Norak nohijai (Норак ноҳияи), district
- Norak sjahri (Норак шаҳри), stad
- Pandzj (Панҷ), district
- Qoebodijoon (Қубодиён), district
- Qoemsangir (Қумсангир), district
- Qoerghonteppa (Қӯрғонтеппа), de provinciehoofdstad (101.600 inwoners op 1 januari 2014)
- Sarband nohijai (Сарбанд ноҳияи), district
- Sarband sjahri (Сарбанд шаҳри), stad
- Sjahrtoez (Шаҳртуз), district
- Sjoeroobod (Шӯрообод), district
- Temoermalik (Темурмалик), district
- Vachsj (Вахш), district met als hoofdstad Vachsj
- Vose (Восеъ), district
- Jovon (Ёвон), district

## Galerij

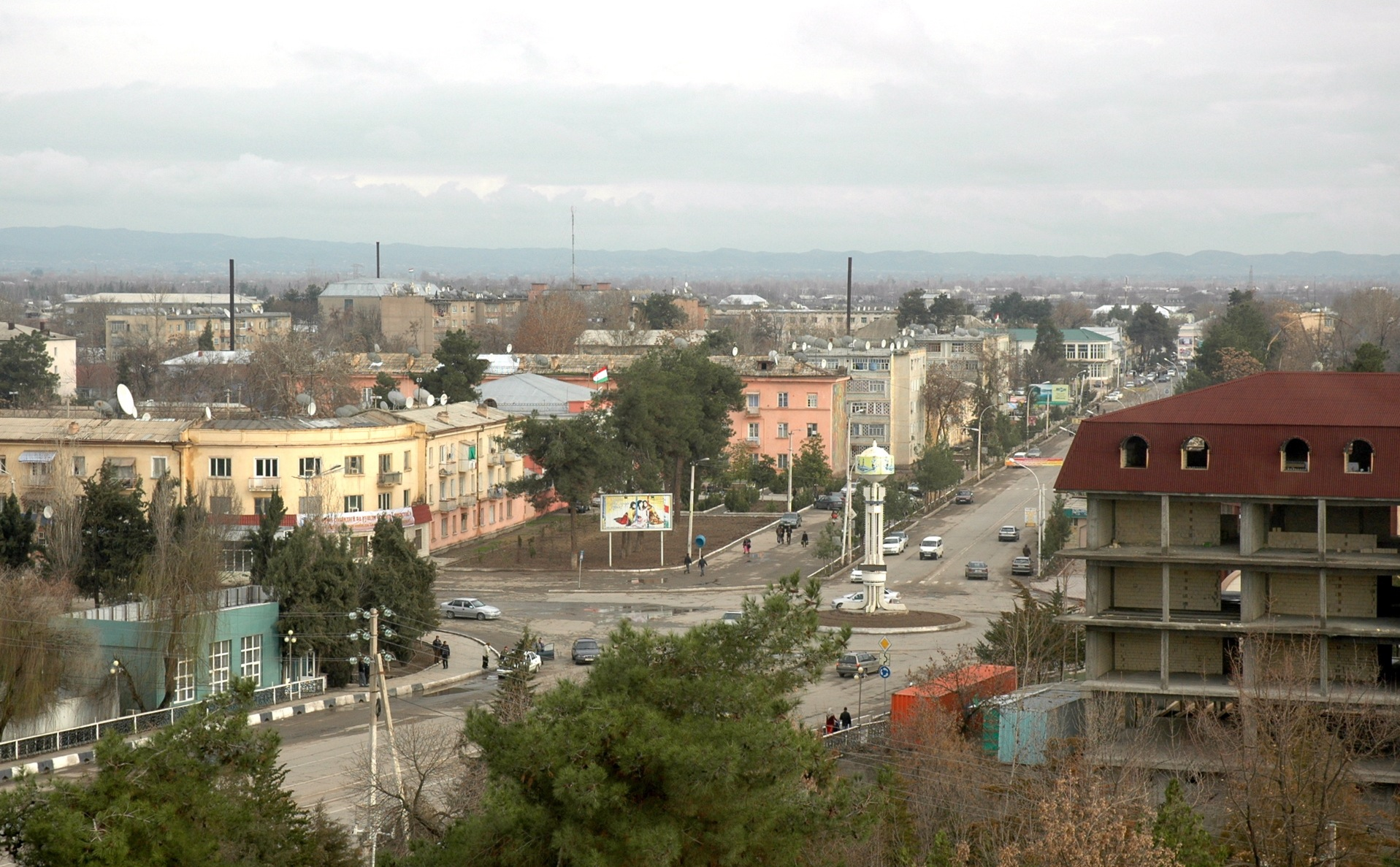
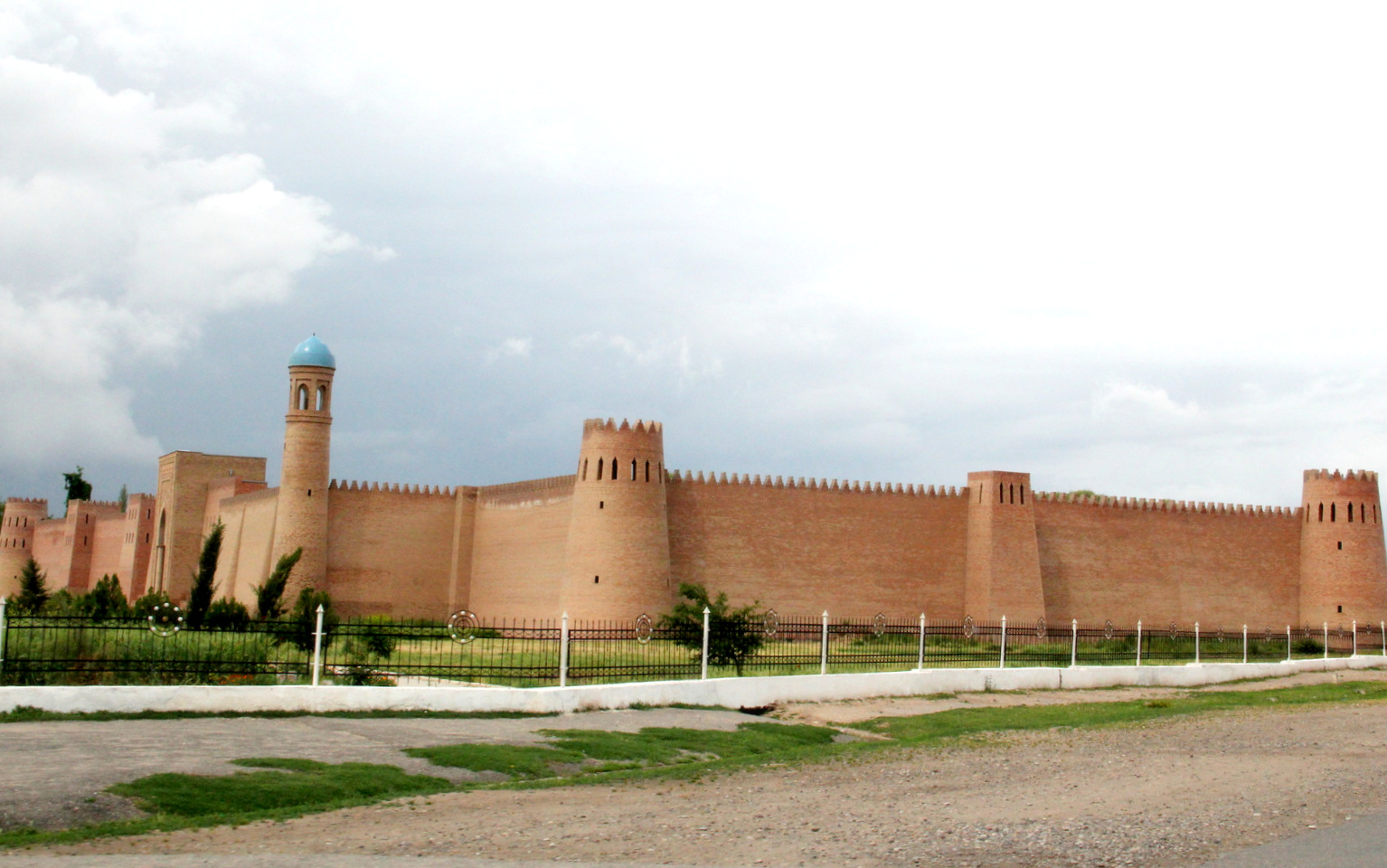
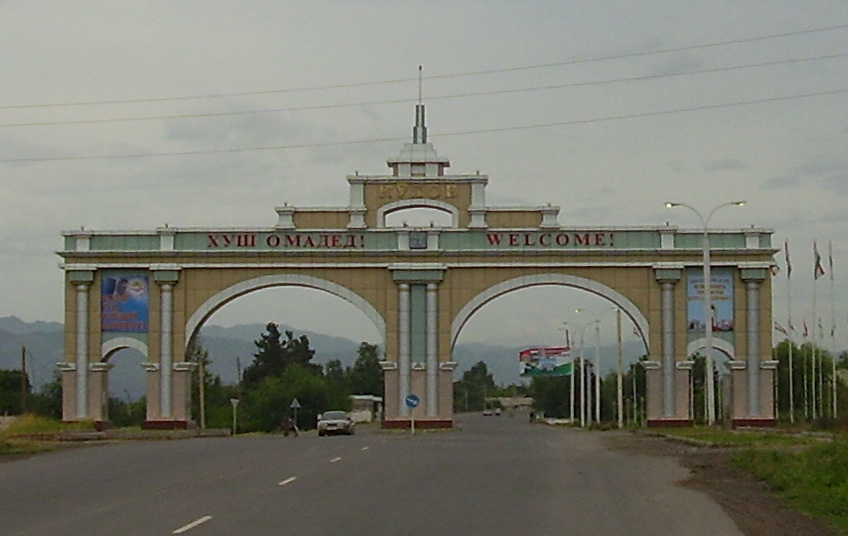